# Desarrollo infantil

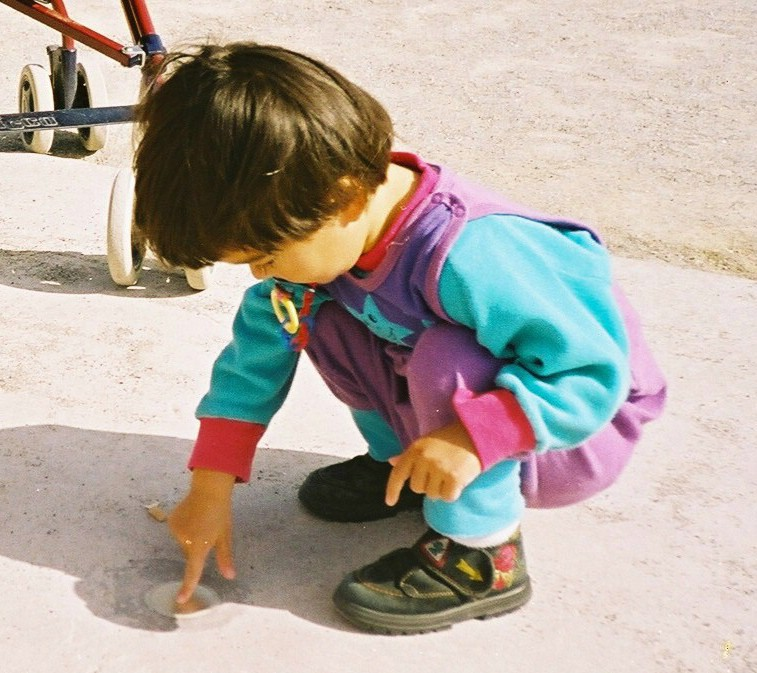
Niño pequeño jugando en posición de sentadilla

El término desarrollo infantil hace referencia a los cambios biológicos y psicológicos que ocurren en los seres humanos entre el nacimiento y el final de la adolescencia, conforme el humano progresa de dependencia hacia su autonomía.
Es un proceso continuo con una secuencia predecible única a seguir para cada niño. Sin progresar al mismo ritmo, cada etapa es afectada por sus formas de desarrollo en sus primeros años. Debido a que estos cambios de desarrollo pueden estar fuertemente influenciados por factores genéticos y eventos durante su vida prenatal, el desarrollo prenatal está incluido, por lo general, en el estudio del desarrollo infantil. Algunos términos relacionados son psicología del desarrollo, refiriéndose al desarrollo durante el tiempo de vida, y pediatría, la rama de la medicina relacionada con el cuidado de los niños. Cambios en el desarrollo infantil pueden ocurrir debido a procesos genéticamente controlados conocidos como maduración o como resultado de factores ambientales y aprendizaje, pero por lo general se deben a una interacción entre ambos factores. Puede ocurrir también como resultado de la naturaleza humana y a su habilidad de aprender de su entorno.
La autora Jill Stamm, en su libro Neurociencia Infantil. El desarrollo del cerebro y el poder del cerebro de 0 a 6 años (2018) señala que es necesario tener información sobre cómo se desarrolla el cerebro y qué necesita para llegar a ser un órgano sano, autorregulado y capaz de aprender. Por otra parte, además destaca que no todas las partes del cerebro se desarrollan a la vez, algunas regiones conectan más rápidamente, mientras que otras regiones "refinan sus conexiones a lo largo de períodos más extensos".
Muchas referencias científicas han señalado que el mayor desarrollo del cerebro del niño tiene lugar durante los primeros tres años y un gran condicionante de este desarrollo está supeditado al entorno en el que el niño crece, a la nutrición y alimentación que recibe, a la atención de su salud, la protección que recibe, las interacciones humanas, el afecto y las emociones que experimenta. La atención, el cuidado y una educación de buena calidad son factores determinantes para que los procesos físicos, sociales, emocionales y cognitivos se desenvuelvan apropiadamente y contribuyan a ampliar las opciones de los niños a lo largo de su vida.
Los niños provenientes de entornos familiares desfavorecidos son más susceptibles a tener problemas de desarrollo y una salud deficiente. Por ello, se han desarrollado intervenciones domiciliarias, cuyo objetivo es ayudar a los padres a proporcionar un ambiente familiar de mejor calidad para sus hijos con el fin de prevenir o mitigar estos resultados adversos. Específicamente, estos programas buscan optimizar los resultados de desarrollo de los niños a través de la educación, la capacitación y el apoyo a los padres en su propio hogar, para que estos puedan proporcionar un entorno estimulante y educativo para sus hijos.
Una revisión sistemática de siete estudios, realizados en Estados Unidos, Canadá, Jamaica, Irlanda, Bermudas y una ubicación no especificada, evaluó la efectividad de las intervenciones domiciliaras sobre los resultados del desarrollo infantil. La evidencia de cuatro de los estudios afirma que estas intervenciones no tienen impacto alguno en el desarrollo cognitivo de los niños en etapa preescolar provenientes de familias socialmente desfavorecidas. Asimismo, no se pudo llegar a conclusiones para resultados secundarios tales como el desarrollo físico infantil y la conducta parental. Sin embargo, la evidencia es poco convincente, por lo que se requieren más estudios.
Sin embargo es evidente que el desarrollo de la actividad motora está relacionado íntimamente con el desarrollo del lenguaje.
Además, es fundamental considerar que el desarrollo infantil puede verse afectado por condiciones como el autismo, un trastorno del neurodesarrollo que impacta las habilidades sociales, la comunicación y el comportamiento. Los niños con autismo pueden presentar un desarrollo atípico, lo que significa que sus trayectorias de aprendizaje y desarrollo pueden diferir significativamente de las de sus pares. La identificación temprana y la intervención adecuada son cruciales para mejorar los resultados en estos niños, ya que pueden beneficiarse enormemente de un entorno estructurado y de apoyos específicos que fomenten sus habilidades. Así, al igual que con otros aspectos del desarrollo infantil, es esencial proporcionar un entorno que no solo sea inclusivo, sino que también se adapte a las necesidades únicas de cada niño, asegurando que todos tengan la oportunidad de alcanzar su máximo potencial.

## Características del cerebro[2]
Conocer las características que comparten todos los cerebros ayudarán a entender cómo es el desarrollo del niño en la niñez, especialmente en la primera infancia. 
- se adapta: el cerebro aprende y almacena experiencias en la memoria para aumentar las opciones de supervivencia. Dice Stamm que la velocidad con la que "un cerebro joven se adapta hace posible obtener las mayores ventajas posibles para cualquier entorno, clima o cultura particular en los que el bebé nazca"[2]
- busca novedades: la necesidad de buscar nuevas experiencias se vincula con la supervivencia. Los niños más pequeños, por ejemplo, prestan atención a las nuevas experiencias y una vez que ha categorizado la experiencia pasa a un nuevo encuentro.
- busca patrones: cuando detectamos un patrón de funcionamiento, podemos predecir o anticipar lo que sucederá. La detección de patrones, por ejemplo, en la música, las matemáticas, la lectura o algo mucho más primario, como la confianza, puede ayudar a gestionar mejor el entorno de forma inconsciente.
- busca placer: a nivel básico, los humanos prefieren el placer al dolor y están dispuestos a satisfacer ese deseo. En el caso de los niños que reciben amor y buenos cuidados se encuentran en un estado de satisfacción y confianza. Señala Stamm que a medida que el niño crece y explora, el hecho de descubrir produce disfrute y a buscar que se reiteren aquello que genera placer.
- conserva energía: los cerebros trasladan la energía a los sistemas que están siento utilizados en un determinado momento, y la guardan, si pueden, para futuras emergencias. En el caso de los niños, esta información es importante porque ayuda a entender cómo se distribuye la energía cuando realizan tareas de aprendizaje.
- busca sentido: el cerebro busca organizar los fragmentos de información haciendo algo coherente. Las experiencias que se repiten forman el fundamento de ideas, conceptos, creencias y explicaciones posteriores sobre el funcionamiento del mundo. Hay un tipo de aprendizaje asociativo que se desarrolla a lo largo de toda vida y otro de creación de sentido llamado aprendizaje de causa-efecto que comienza entre los 7 y 12 meses de vida. Los niños realizan continuamente experimentos para determinar "qué sucede si..."

## Cómo se desarrolla el cerebro del niño
En términos de Jill Stamm, el cerebro se desarrolla de cuatro formas y direcciones simultáneas, descriptas en función de la dirección de referencia:
- desde atrás hacia adelante: las partes del cerebro que conectan la vista se conectan primero, aunque al comienzo los bebés no puedan ver con claridad. Alrededor de los 6 meses de vida los bebés ya pueden ver como los adultos. Posteriormente se conecta el sistema del oído, si bien al momento del parto pueden reconocer sonidos y tonos de voz todavía no oyen de forma clara y no distinguen los sonidos del lenguaje. En la parte frontal superior, hay zonas del cerebro que vinculan y combinan experiencias sensoriales de movimiento con lo que se ve y con sonidos. Al conectarse hacen posible la integración sensorial.
- desde dentro hacia afuera: en su momento las estructuras centrales del cerebro se conectarán al córtex para procesar y regular las emociones. "Se desarrollan antes que la parte exterior, el córtex que controla el almacenamiento y procesamiento de la información entrante para pensar y planificar". Estas estructuras forman parte del sistema límbico.
- desde abajo hacia arriba: el bulbo raquídeo responsable de funciones como el latido del corazón, la respiración, el control de la temperatura tiene lugar muy al principio, pero habilidades como controlar las emociones, concentrarse en los pensamientos y coordinar movimiento motrices precisos tienen lugar posteriormente en las regiones del córtex.
- de derecha a izquierda: al nacer el hemisferio derecho resulta más activo que el izquierdo. Recién hacia el final del primer año del niño, el hemisferio izquierdo comienza a alcanzar preponderancia a medida que comienzan a alcanzarse ciertas destrezas o habilidades en la recepción y expresión del lenguaje. Es importante destacar que ambos hemisferios siguen asociados entre sí a lo largo de la vida, por ejemplo en el reconocimiento facial, la lectura de emociones, el procesamiento de la sintaxis del lenguaje, la entonación y determinadas competencias musicales.[2][6]

Es imprescindible que el adulto que acompañe el desarrollo y crecimiento sano de los niños, tenga un conocimiento sobre estas cuatro direcciones del cerebro y los diferentes momentos por los que pasa, para poder elegir determinadas actividades, comprender y potenciar las distintas interacciones. Por ejemplo, Stamm hace hincapié en la importancia de establecer vínculos durante el primer año, porque los centros emocionales del cerebro se desarrollan muy rápidamente y para lograr un desarrollo óptimo de los sistemas más complejos, deben experimentar un desarrollo saludable en los sistemas menos complejos que se desarrollan primero.

## Etapas e hitos del desarrollo infantil

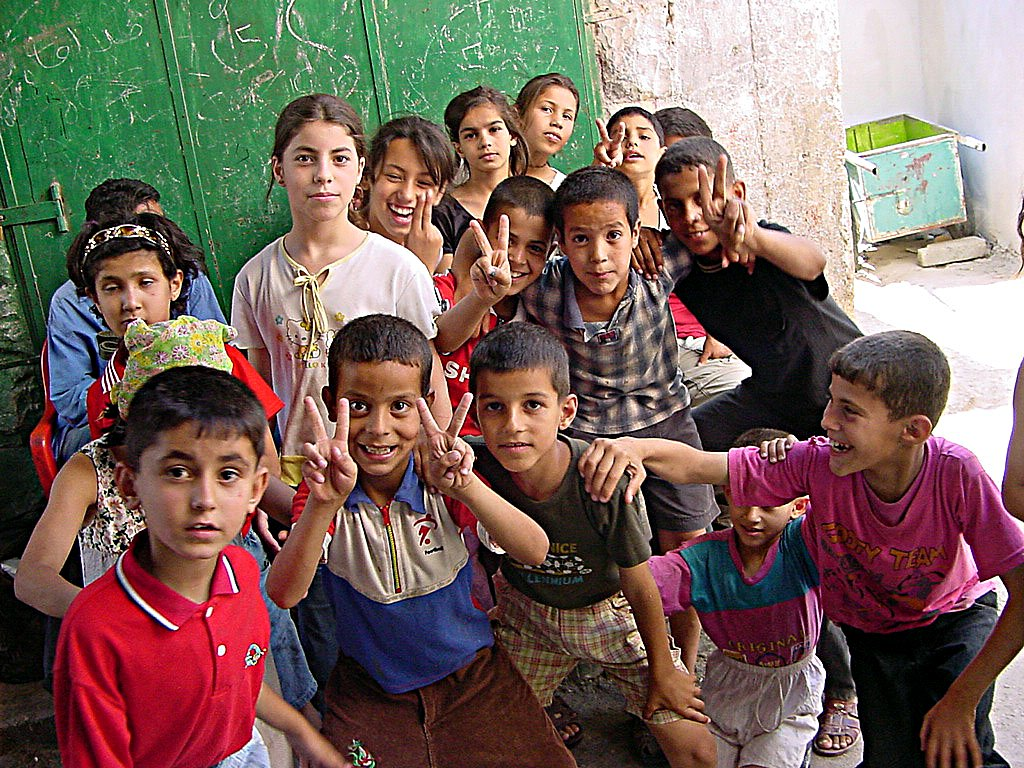
Grupo de niños palestinos en Yenín (Cisjordania).

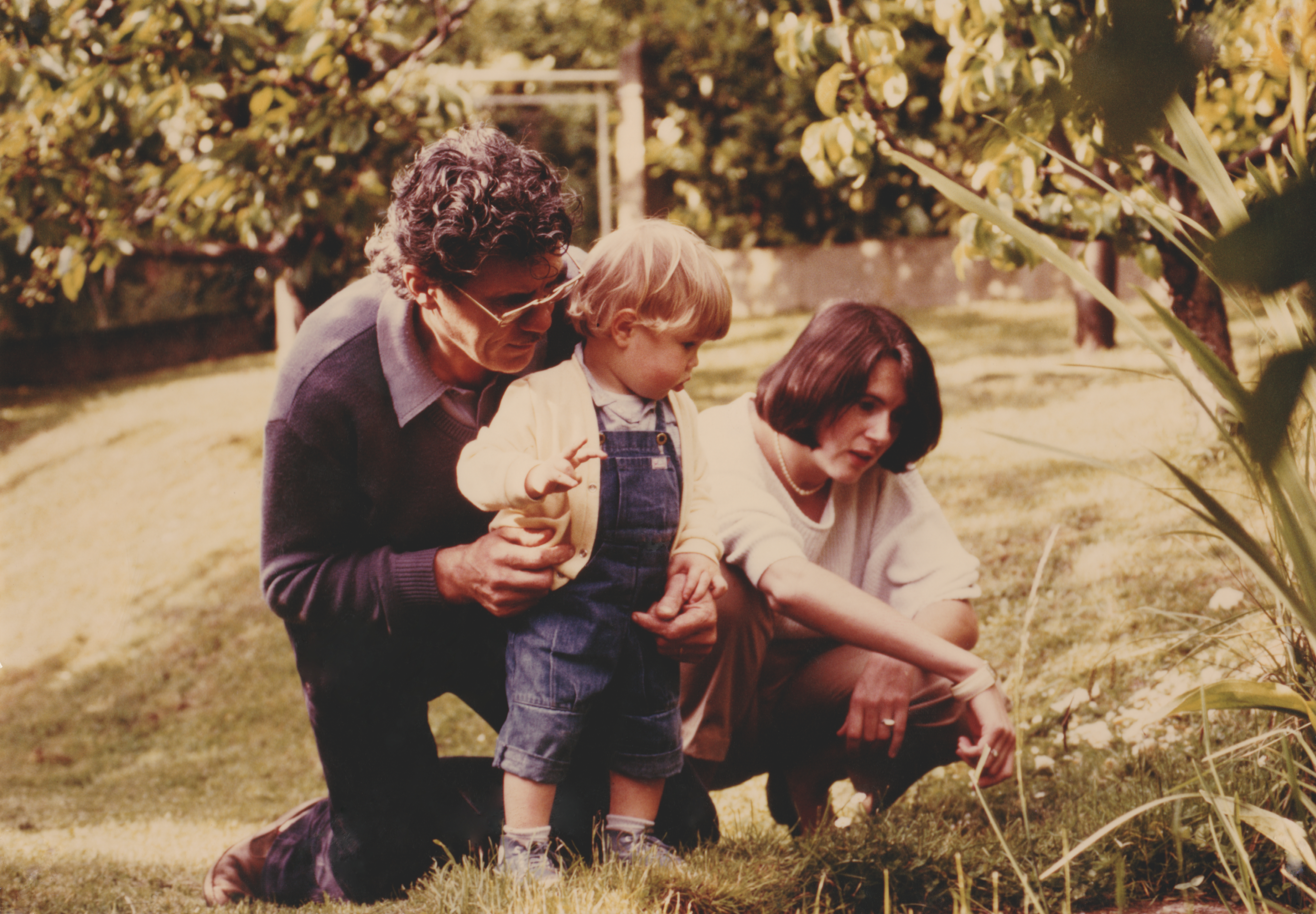
Un niño de un año y medio, con su abuelo y su madre en un jardín en 1984.

La niñez se constituye y caracteriza por 3 etapas que son: lactancia (bebé), primera infancia (infante) y segunda infancia o niñez en sí misma (niño).

### Lactancia y primera infancia
La infancia empieza a los 0 años y termina a los 6-7 años aproximadamente

#### Desarrollo físico
- El aumento de peso es de 2 kilos cada año (promedio), de modo que pesa aproximadamente 12 a 15 kilos, unas tres o cuatro veces el peso al nacer.
- Aumenta de talla unos 7 a 13 cm cada año, para una talla promedio entre 85 y 95 cm.
- Postura erecta, abdomen aún globoso sin que se hayan desarrollado aún sus músculos abdominales, por lo que aparece una lordosis transitoria.
- La frecuencia respiratoria es más lenta y regular, aproximadamente entre 20 y 35 respiraciones por minuto.
- Temperatura corporal continúa fluctuando con la actividad, su estado emocional y su ambiente.
- El cerebro alcanza un 80% de su tamaño en comparación con el cerebro de un adulto.

#### Desarrollo motor (psico-afectivo)
- Puede caminar alrededor de obstáculos y camina en una posición más erecta.
- Se acuclilla por períodos más extensos durante el juego. Sube escaleras sin ayuda, pero sin alternar los pies.
- Se balancea en un pie por unos segundos, salta con relativa facilidad.
- A menudo logra controlar sus esfínteres, pero los accidentes urinarios y de defecación pueden ser esperados, puede ser capaz de anunciar sus urgencias.
- Lanza una pelota sin perder su equilibrio. Puede sostener una taza en una mano y puede sacar sus botones de la camisa y bajar su cierre.
- Abre la puerta girando la manilla.
- Toma el lápiz en forma de puñal y hace trazos desordenados, puede imitar trazos circulares.
- Se sube a una silla de regular tamaño, se voltea y se sienta.

#### Desarrollo cognitivo
- La coordinación de movimientos con la vista y la mano mejora, puede juntar objetos y desarmar otros.
- Comienza a usar objetos con propósito, como el empujar un bloque como si fuera un barco.
- Logra hacer simples clasificaciones, como el juntar ciertos juguetes por parecidos.
- Empieza a hablar entre los 1 y 3 años.
- Disfruta que le lean cuentos y participa apuntando con el dedo, haciendo sonidos relevantes y volteando las hojas.
- Se entera de que el lenguaje es efectivo para captar la atención de otros y satisfacer sus necesidades y deseos.
- Puede tener un vocabulario entre 50 y 100 palabras, en caso de edad mayor de 7 años pueden aprender entre 200 y 300.
- Comienza a imitar las palabras de los demás para poder adquirir un habla casi perfecta.

### Segunda infancia y adolescencia

#### Desarrollo cognitivo
- De los 7 a los 12 años desarrollo de la capacidad de razonamiento.
- Desde los 10 a los 15 años comienza el interés en las relaciones humanas y la identidad personal y se desarrollan otros tipos de pensamiento.

### Importancia del momento adecuado
Según los aportes de Jill Stamm, todo educador o adulto responsable del cuidado y desarrollo en la niñez debe tener en cuenta la importancia de intervenir en el momento adecuado y además comprender, desde un enfoque de las neurociencias, la resistencia al cambio que se produce más adelante en las áreas del cerebro que se desarrollan primero. El estudio del cerebro puede ayudar a dar al niño un cuidado de alta calidad, personal y afectiva.